# Le couperet
Le couperet es una francesa película dirigida por Costa-Gavras en el año 2005. Se tituló Arcadia en España y La corporación en Hispanoamérica.

## Argumento
Bruno, un empleado fiel de una empresa dentro del sector de la producción de papel y de gran cualificación, es despedido junto a cientos de compañeros debido a una reestructuración económica. Lejos de preocuparse, Bruno sabe que pronto encontrará un trabajo ya que tiene una buena preparación y aún es joven. Tras tres años desempleado, se da cuenta de que se ha convertido en un soldado raso que tiene como misión sobrevivir y garantizar el bienestar de su familia. Con la ayuda de un arma, decide tomarse la justicia por su mano y pasar a la acción y atacar al único obstáculo que lo separa de su trabajo deseado: la Corporación Arcadia, una gran empresa papelera.
Tras diversos asesinatos de los posibles competidores para su tan deseado puesto de trabajo, algunos con gran suerte de su parte y otros no premeditados, consigue el deseado puesto de trabajo. El final es de suspense. En España la película se estrenó con el nombre de "ARCADIA".

## Reparto
- José Garcia: Bruno Davert
- Karin Viard: Marlène Davert
- Geordy Monfils: Maxime Davert
- Christa Theret: Betty Davert
- Ulrich Tukur: Gerard Hutchinson
- Olivier Gourmet: Raymond Mâchefer
- Yvon Back: Étienne Barnet
- Thierry Hancisse: Inspector Kesler
- Olga Grumberg: Iris Thompson
- Yolande Moreau: Propuesta al puesto.
- Dieudonné Kabongo: Quinlan Longus
- Jean-Pierre Gos: el mecánico
- Vanessa Larré: la depredadora.
- Serge Larivière: inspector de policía.
- Jeanne Savary: presentadora de las tele-noticias.
- Luce Mouchel: señora Rick
- Philippe Bardy: señor Rick
- Marie Kremer: Judy Rick
- Raphaël d'Olce: agente de policía.
- Renaud Rutten: motorista de la policía
- Jean-Michel Balthazar: el barman del Arcadia
- Luc Brumagne: el PDG
- Michel Carcan: Rolf Kranz
- Robert Borremans: inspector Otto Zirner
- Alain Guillo: Jack
- Jean-Maurice Knockaert: el jefe.
- Marc Legein: señor Birch
- Marie-Hélène Baleau: señora Birch
- Fabienne Masset: revisora del tren.
- John Landis: el padre del compañero de Maxime
- Donald Westlake: aparición en la escena de la entrevista de trabajo.

## Localizaciones
Cerca del 80% de los planos de la película fueron grabados en Lieja y alrededores, así como en Verviers.
Otras escenas de la película fueron grabadas en la ciudad francesa de Vincennes
La empresa Arcadia, que puede verse en numerosos momentos de la película, es de hecho la empresa papelera Norske Skog situada en Golbey, en el departamento de los Vosgos.
El tranvía filmado es el de Roubaix.